# Jura-Route
Die Jura-Route ist die nationale Fahrradroute 7 in der Schweiz. Namensgeber für die Route ist das Jura-Gebirge in der Westschweiz durch welches die Strecke führt. Der größte Teil der Route führt durch französischen Sprachgebiet. Sie beginnt in Basel, verläuft über Saignelégier und Vallorbe nach Nyon. Sie hat eine Länge von 280 km. In Richtung Basel-Nyon sind 4360 Höhenmeter zu bewältigen, in Gegenrichtung 4230 m.
Die Route ist wie die anderen nationalen Fahrradrouten in der Schweiz mit roten Hinweisschildern gekennzeichnet.

## Anschlussrouten
In Basel Anschluss an die Rhein-Route und die Nord-Süd-Route; in Nyon an die Rhone-Route.

## Veloverlad
Durch einen sogenannten Veloverlad können Höhenmeter eingespart werden. Bei Benutzung der vorgeschlagenen Veloverlade sind es von Basel nach Nyon nur 2480 Höhenmeter, in Gegenrichtung 2370 m.

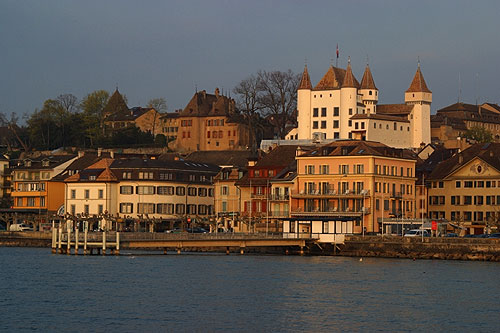
Nyon am Genfersee
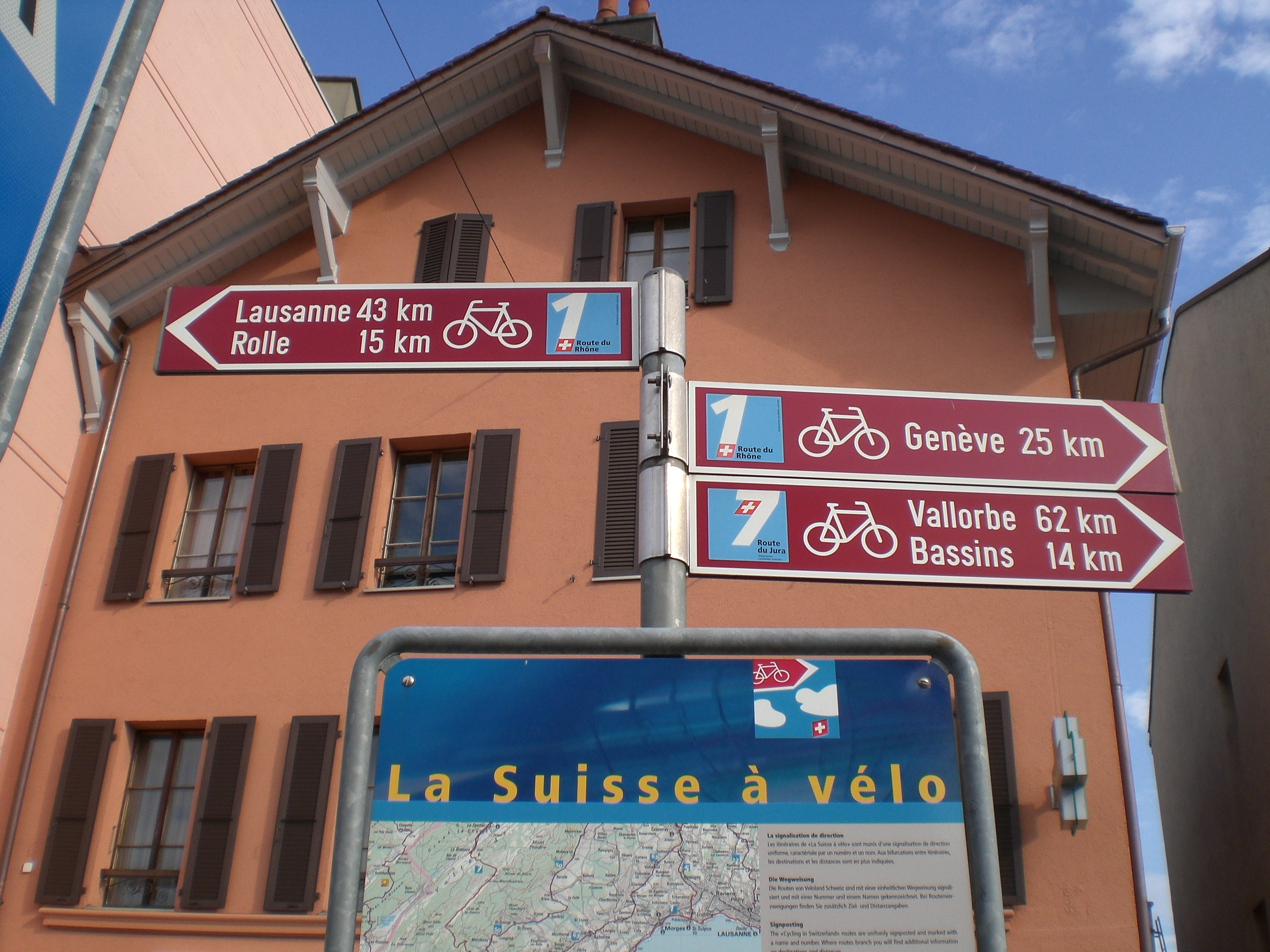
Radwegweiser in Nyon mit VeloRoute 7